# Рас Мајер
Расел Албион Мајер (21. март 1922 – 18. септембар 2004) био је амерички филмски редитељ. Најпознатији је по писању и режирању серије успешних сексплоатационих филмова који су садржали кемп хумор, лукаву сатиру и жене бујних облина, а који су стекли значајну култну публику.
Његова најпознатија дела укључују Faster, Pussycat! Kill! Kill! (1966), трилогију Vixen — коју чине Vixen! (1968), Supervixens (1975) и Beneath the Valley of the Ultra-Vixens (1979) — као и филм који је сматрао својим најзначајнијим радом, Beyond the Valley of the Dolls (1970).

## Ране године
Расел Мајер је рођен у Сан Лијандру, у Калифорнији, као син Лидије Лусинде (Хаук) и Вилијама Артура Мајера, полицајца из Оукланда. Оба његова родитеља били су немачког порекла. Његови родитељи су се развели убрзо након његовог рођења, и Мајер током живота готово да није имао контакт са оцем.
Када је имао 14 година, његова мајка је заложила свој бурму да би му купила 8 мм филмску камеру. Са 15 година снимио је неколико аматерских филмова, а током Другог светског рата служио је као ратни сниматељ у америчкој војсци, у оквиру 166. фото-сигналне јединице. Достигао је чин техничара трећег степена, што је еквивалент воднику.
Током службе у војсци, Мајер је створио најчвршћа пријатељства, па је касније многе од својих ратних сабораца позвао да раде на његовим филмовима. Велики део његовог снимачког рада из Другог светског рата може се видети у видео новостима тог времена, али и у чувеном филму Патон (1970).
По повратку у цивилни живот, није успео да нађе посао у Холивуду као директор фотографије, јер није имао одговарајуће везе у филмској индустрији. Уместо тога, снимао је индустријске филмове, радио као фриленсер фотограф на великим продукцијама (укључујући филм Див), и постао познати гламур фотограф.
Његов рад укључивао је и неке од првих фотографских сетова за Плејбој Хјуа Хефнера. Мајер је током раних година магазина снимио три Плејбој центрафолда, укључујући и један са његовом тадашњом супругом Ив Мајер 1955. године. Такође је у марту 1973. фотографисао своју каснију супругу Еди Вилијамс за магазин.

## Филмска каријера

### Рани филмови
Расел Мајер је радио као директор фотографије на филмовима French Peep Show (1950) и The Desperate Women (1954). Овај други је био један од ретких холивудских филмова тог времена који је приказивао жену која умире од илегалног абортуса у Америци пре случаја Роу против Вејда. Верује се да је оригинална верзија филма изгубљена.

### The Immoral Mr. Teas и „nudie cuties“
Његов први дугометражни филм, комедија са еротским елементима The Immoral Mr. Teas (1959), коштао је 24.000 долара, али је зарадио преко милион долара на независној сцени, чиме је Мајер стекао титулу „Краљa еротских филмова“. Овај филм се сматра једним од првих nudie cutie филмова – лаганих еротских комедија.
Мајер је био аутор у пуном смислу те речи – сам је писао, режирао, монтирао, снимао и дистрибуирао своје филмове. Финансирао је нове пројекте зарађеним приходима од претходних филмова и тиме стекао велико богатство.
Наставио је са сличним филмовима: This Is My Body (1960), The Naked Camera (1960) и Eve and the Handyman (1960), у којем је главну улогу играла његова супруга Ив Мајер. Уследили су Erotica (1961) и Wild Gals of the Naked West (1962), али пошто овај други није био добро прихваћен, одлучио је да промени жанр.
Снимио је документарни филм Europe in the Raw (1963) и окушао се у комедији Heavenly Bodies! (1963).
Затим је у Европи режирао своју верзију филма Fanny Hill (1964).

### Готска фаза: Lorna и Faster, Pussycat! Kill! Kill!
Филмом Lorna (1964) напустио је лагане еротске комедије и почео да снима озбиљније филмове. Он је након овога снимио још три слична филма, и тај период је називао својим „Готским” периодом: Mudhoney (1965), Motorpsycho (1965) и Faster, Pussycat! Kill! Kill! (1965).
Lorna је била веома успешна комерцијално, зарадивши скоро милион долара. Mudhoney је био амбициознији, заснован на роману, али није постигао исти успех. Motorpsycho, филм о тројици мушкараца који тероришу село, био је велики хит—толико да је Мајер одлучио да сними филм о три опасне девојке, Faster, Pussycat! Kill! Kill!.
Faster, Pussycat! Kill! Kill! није постигао велики комерцијални успех, али је касније стекао статус култног класика. Има обожаваоце широм света и инспирисао је бројне имитације, музичке спотове и трибуте.

### Мелодраме у боји
Мајер је снимио популарни мокументарац Mondo Topless (1966) користећи преостала средства своје продукцијске компаније, а затим и два умерено успешна колорна мелодрамска филма: Common Law Cabin (1967) и Good Morning... and Goodbye! (1967).
Мајер је поново доспео на насловне стране 1968. године са контроверзним филмом Vixen!. Иако су његови лезбијски тонови данас благи по стандардима, филм - који су Мајер и његов дугогодишњи продуцент Џим Рајан замислили као реакцију на провокативне европске уметничке филмовеза - радио је милионе уз буџет од само пет цифара и ухватио дух времена, слично као што је то учинио The Immoral Mr. Teas деценију раније.
Након тога, снимио је Finders Keepers, Lovers Weepers! (1969) и Cherry, Harry & Raquel! (1970), који су садржали дуге монтажне секвенце пејзажа Калифорније (са анти-марихуана нарацијом) и Усхи Дигард како плеше у пустињи као "изгубљена душа" филма. Ове наративне технике постале су неопходне након што је главна глумица Линда Ештон напустила снимање пре времена, приморавши Мајера да надокнади 20 минута неуснимљеног материјала.

### 20th Century Fox:Beyond the Valley of the DollsиThe Seven Minutes
Након неочекиваног успеха нискобуџетног филма Голи у седлу продукцијске куће Columbia Pictures, а импресионирани Мајеровом штедљивошћу и профитабилношћу, Ричард Д. Занук и Дејвид Браун из студија 20th Century Fox ангажовали су Мајера 1969. године да продуцира и режира предложени наставак филма Valley of the Dolls, испуњавајући тако његову дугогодишњу амбицију да ради за велику холивудску студијску продукцију. Оно што је на крају настало био је Beyond the Valley of the Dolls (1970), за који је сценарио написао филмски критичар Chicago Sun-Times-а и дугогодишњи Мајеров обожавалац Роџер Иберт.
Иберт, који је 1975. године постао први филмски критичар награђен Пулицеровом наградом за критику, остао је Мајеров близак пријатељ и кључни уметнички сарадник до краја његовог живота.
Филм није имао никакве везе са романом или континуитетом претходне филмске адаптације, што је било неопходно након што је Жаклин Сузан тужила студио због одбијања неколико верзија њеног сценарија. Многи критичари сматрају да је ово можда највећи израз Мајеровог намерно испразног надреализма, а сам Мајер је у више интервјуа истицао да је ово његово најзначајније дело. Други, попут магазина Variety, сматрали су га „смешним колико и запаљено сиротиште и посластицом за емоционално ретардиране”. Иако је уговором било предвиђено да филм добије R рејтинг, брутални насилни врхунац (укључујући сцену обезглављивања) осигурао му је X рејтинг, који је тек 1990. године прекласификован у NC-17. Упркос Мајеровом незадовољству што није могао да унесе више провокативних сцена након овог рејтинг-скандала, филм је ипак зарадио 9 милиона долара у САД, при буџету од 2,09 милиона долара.

Фокс је био одушевљен благајничким успехом филма и потписао је уговор са Мајером за још три пројекта: The Seven Minutes, по бестселеру Ирвинга Воласа; Everything in the Garden, по драми Едварда Олбија; и The Final Steal, по роману Питера Џорџа из 1966.
"Открили смо да је веома талентован и штедљив", рекао је Занук. "Он уме да препозна комерцијалне елементе филма и да их веома добро искористи. Верујемо да може да ради и нешто више од свлачења људи."
Према новом уговору, Мајер је снимио верну адаптацију The Seven Minutes (1971). Са обимним судским сценама и минималном голотињом, овај филм је био значајно умеренији од његових претходних радова, али је комерцијално подбацио. Након што су Занук и Браун 1972. године напустили Фокс да би основали независну продукцијску кућу, студио се дистанцирао од целокупног Мајеровог опуса наредних деценија.

### Повратак независном филму
Ричард Занук, који је довео Мајера у Фокс, прешао је у Ворнер Брос, а постојале су спекулације да ће Мајер снимити филм за тај студио.[14] Ипак, никада више није радио на студијском филму. Године 1973. вратио се независном експлоатационом филму са Black Snake, блексплоатационим филмом смештеним у историјски контекст. Филм су критичари и публика одбацили као некохерентан.

Пројекат Foxy, који је требало да буде возило за Еди Вилијамс, отказан је након пресуде Врховног суда САД у случају Miller v. California (јун 1973), којом је дефиниција порнографије промењена из „потпуно без друштвене вредности” у „без озбиљне књижевне, уметничке, политичке или научне вредности”. Његов брак са Вилијамсовом се убрзо распао.
"Те године су ми биле веома збуњујуће," рекао је Мајер. "Али уместо да пожурим и бацим се кроз прозор, успео сам да се психоанализирам и схватим шта је најбоље за мене. Погледао сам себе у лице и схватио да не могу све да радим."
Supervixens(1975) означио је његов повратак свету обдарених жена, четвртастих вилица и пустиње Сонора, зарадивши 8,2 милиона долара у америчким биоскопима уз минималан буџет.
Његова биоскопска каријера завршила се са надреалним филмом Up! (1976) и Beneath the Valley of the Ultra-Vixens (1979), његовим најексплицитнијим филмовима. Филмски историчари и фанови назвали су ове последње филмове „Bustoons”, јер је његова употреба боја и сценографија подсећала на поп-арт и карикатуралне ликове.
Године 1977. Малколм Мекларен ангажовао је Мајера да режира филм са Секс Пистолсима. Мајер је писање сценарија препустио Роџеру Иберту, који је у сарадњи са Меклареном направио сценарио под називом Who Killed Bambi?. Према Иберту, снимање је прекинуто након једног и по дана, када су електричари напустили сет јер им Мекларен није платио. (Мекларен је тврдио да је пројекат отказан на захтев главног финансијера – 20th Century Fox – чији је управни одбор сматрао да је Мајеров филм неприхватљив и супротан породичним вредностима у тадашњој популарној култури.)
Пројекат је касније прерастао у филм The Great Rock 'n' Roll Swindle.

### Касније године
Упркос томе што су хардкор порнографски филмови преузели тржишни удео Мајерових софткор остварења, он се повукао из филмске индустрије крајем 1970-их као веома богат човек.
Током 1980-их и 1990-их, Мајер је најављивао неколико пројеката (укључујући пародију на Прљавог Харија под називом Blitzen, Vixen and Harry, наставак Mondo Topless под радним називом Mondo Topless, Too и римејк у боји филма Faster, Pussycat! Kill! Kill!), али су сви запали у продукциони пакао. „Није ме брига хоћу ли направити још један филм“, изјавио је 1988. године. „Имам сав новац који ми је икада потребан. Да бисте направили филм, морате бити гладни. Ја више немам ту жељу, тај порив.“
Како је Мајерово когнитивно стање почело да опада, његов дугогодишњи сарадник Џим Рајан надгледао је 2001. године издавање филма Russ Meyer's Pandora Peaks, који је представљао акт-модел Пандору Пикс. (Сличан пројекат, у којем је главна улога припала његовој тадашњој партнерки Мелиси Маундс, никада није довршен.) Око истог периода, Мајер је учествовао у видео-продукцији Voluptuous Vixens II за Playboy.
Pandora Peaks је укључивао снимке који су првобитно били намењени за The Breast of Russ Meyer (1979–2001), недовршени „џиновски, вишечасовни антологијски филм“ који је требало да обухвати прегледе Мајерових ранијих филмова, документарне сегменте (укључујући детаљне приче о његовој војној служби, у којима је Китен Натавидад симболично представљала Мајерове сексуалне жеље, кулминирајући сценом у којој се режисер појављује са својом музом); и профиле моделки у стилу Mondo Topless, као што су „Тунди“ Хорват, Шон „Бејби Дол“ Деверо, Тами Рош и Кристин Милс. Крајем 1985. године, Variety је известио да је продукција овог филма „брзо достигла“ буџет од 2 милиона долара и да је трајање достигло скоро 12 сати.
У децембру 2024. године, повереница Russ Meyer Trust-а, Џенис Коварт, потврдила је да је сав материјал за The Breast of Russ Meyer завештан Музеју модерне уметности (MoMA), који је још 1980-их изразио интересовање за овај пројекат. У једном интервјуу из 1988. године, Роџер Иберт је открио да је музеј планирао „да уради нешто“ са овим материјалом.

## Употреба сатире
Рус Мајер је такође био вешт у исмевању моралних стереотипа и отворено је пародирао конзервативне америчке вредности. Многи његови филмови садрже наратора који покушава да публици пружи „моралну мапу пута“ онога што гледају. Попут свог савременика Терија Саутерна, Мајер је схватио да је секс - као једна од ретких заједничких интереса већине људи - природно средство за сатирисање вредности и друштвених конвенција које је неговала „Највећа генерација“. Према речима Роџера Иберта у коментару снимљеном 2003. године за DVD издање Beyond the Valley of the Dolls, Мајер је непрестано понављао да је управо овај непоштовања приступ прави кључ његовог уметничког успеха.

## Мајеров физички архетип
Мајеров доживотни, нескривени фокус на велике груди био је доминантан мотив у свим његовим филмовима и представља његову најпознатију одлику како као уметника, тако и као личности. Међу глумицама које је открио су Китен Нативидад, Ерика Гавин, Лорна Мејтланд, Тура Сатана и Уши Дигард, као и многе друге. Већина њих је природно имала велике груди, а понекад је ангажовао жене у првом тромесечју трудноће јер је то додатно наглашавало њихову величину.
У његовим филмовима ретко су се појављивале хируршки увећане груди све до Up! (1976) и Beneath the Valley of the Ultra-Vixens (1979). Међутим, почетком 1980-их, када су хируршки напредци омогућили да огромне груди из Мајерових фантазија постану стварност, многи су сматрали да је почео да посматра женско тело само као „превозно средство за груди“ и да његова естетска визија више није привлачна нити свежа. Дарлин Греј, природних мера 36Х-22-33 из Велике Британије, која се појавила у Mondo Topless (1966), често се наводи као најгрубље Мајерово откриће.
Физички архетип жене код Рaса Мајера прилично је сложен за декодирање. Пре свега, не треба га мешати са данашњим хируршки унапређеним холивудским порно-звездама или чак витким, природно обдареним глумицама. Мајер је подједнако ценио изражен однос кукова и струка из 1950-их, такозвани „осичји струк“, као и веома велике груди. Шестопачни трбушњаци и четвртасти, мишићави изглед модерних холивудских фигура нису се уклапали у његову пин-ап естетику. Друго, Мајер је инсистирао да и најобдареније глумице изгледају добро без грудњака; „гравитационо пркосне“ и „конзолно подупрте“ груди постале су два његова омиљена израза.
У његовим филмовима као што су Vixen! и Cherry, Harry & Raquel!, неке глумице немају велике груди (по стандардима Раса Мајера), али је њихов деколте увек наглашен коришћењем одређених углова камере и пажљиво конструисаних грудњака. Према извештајима, Ерика Гавин је добила главну улогу у Vixen! зато што би њена „мања“ грађа учинила лик „приближнијим женској публици“.
Више пута је изјавио да је Анита Екберг била најлепша жена коју је икада фотографисао и да су њене груди величине 39DD биле највеће у историји холивудских А-лист звезда, засенивши чак и Џејн Менсфилд и Сабрину. Једина савремена холивудска глумица са којом је Мајер икада изразио жељу да ради била је Доли Партон.
Док је често своје глумице називао „јунонеским“ и „амазонским“ то је вероватно више одражавало њихов дух него њихове стварне физичке особине, јер је Мајер ретко када ангажовао веома високе или симетрично грађене глумице са снажним ногама и великим задњицама.
Тако да, док је широка јавност лако могла да перципира Џејн Расел или Софију Лорен као „материјал за Раса Мајера“, њихова уравнотежена тела нису се слагала са Мајеровим прецизним естетским преференцама. И заиста, Мајер је више пута изјавио да је преферирао визуелни изглед Ђине Лолобриђиде са мањим грудима, у поређењу са већим грудима, вишљом и ширакокзном Софијом Лорен. Према томе, Мајерово дело показује гледаоцу да, иако се његове глумице лако могу описати као витке, бујне и облим, неки би се могли усудити да доведу у питање да ли су биле заиста „постављене“, „достојанствене“ као што је Мајер спремно тврдио.
Највиша глумица коју је Мајер икада одабрао за главну улогу била је Лорна Мејтленд, висока 175 cm, са танким куковима и огромним грудима (ради са којом је признао да је осећао интуитивну уплашеност) . Скоро све остале жене које је он приказивао нису биле више од 171 cm. Извођење Туре Сатане као Варле у филму Faster, Pussycat! Kill! Kill! било је Мајерово истинско представљање великог, снажног и агресивног „амазонског архетипа“ у класичном визуелном смислу